# François Lortal
Pour les articles homonymes, voir Lortal.
François Lortal est un homme politique français né le 2 juin 1752 à Villefranche-de-Rouergue (Aveyron) et mort le 10 décembre 1816 dans la même ville.

## Biographie
Homme de loi, il est procureur syndic du département en 1790 et député de l'Aveyron de 1791 à 1792, siégeant dans la majorité. Il est nommé haut-juré de l'Aveyron le 24 vendémiaire an IV, puis président du tribunal civil de Villefranche-de-Rouergue de 1800 à 1815.  Son fils, Louis Lortal, est député de 1871 à 1876.

## Sources
- « François Lortal », dans Adolphe Robert et Gaston Cougny, Dictionnaire des parlementaires français, Edgar Bourloton, 1889-1891 [détail de l’édition]